# Serhij Kandaurow
Serhij Wiktorowycz Kandaurow, ukr. Сергій Вікторович Кандауров, ros. Сергей Викторович Кандауров, Siergiej Wiktorowicz Kandaurow (ur. 2 grudnia 1972 w Żeleznogorsku, w obwodzie kurskim, Rosyjska FSRR) – ukraiński piłkarz pochodzenia rosyjskiego, grający na pozycji pomocnika, a wcześniej napastnika, reprezentant Ukrainy, trener piłkarski.

## Kariera piłkarska

### Kariera klubowa
W 1990 debiutował w podstawowym składzie Metalista Charków. W 1993 razem z Romanem Pecem został zaproszony do izraelskiego klubu Maccabi Hajfa. W 1997 za 1 mln dolarów przeniósł się do portugalskiej Benfiki. Latem 2001 podpisał kontrakt z angielskim klubem Aston Villa F.C., ale Prezes nie zaakceptował go i Kandaurow został bez klubu. Był zmuszony podtrzymywać formę sportową w klubach Leeds United A.F.C., Birmingham City F.C. i Everton F.C. Wiosną 2002 powrócił do Metalista, ale już latem ponownie wyjechał za granicę, gdzie bronił barw izraelskiej drużyny FC Aszdod oraz portugalskiej SC Salgueiros. Karierę piłkarską zakończył w zespole Helios Charków, w którym pełnił funkcje kapitana.

### Kariera reprezentacyjna
26 sierpnia 1992 debiutował w drużynie narodowej Ukrainy w przegranym 1:2 meczu towarzyskim z Węgrami. Łącznie rozegrał 6 gier reprezentacyjnych. Wcześniej występował w młodzieżowej reprezentacji ZSRR.

## Kariera trenerska
Po zakończeniu kariery zawodniczej trenował Arsenał Charków. W kwietniu 2009 objął stanowisko głównego trenera Heliosa Charków, w którym pracował do końca września 2010.

## Sukcesy i odznaczenia

### Sukcesy klubowe
- finalista Pucharu Ukrainy: 1992
- mistrz Izraela: 1994
- wicemistrz Izraela: 1995, 1996
- zdobywca Pucharu Izraela: 1995
- brązowy medalista Mistrzostw Portugalii: 1999

### Sukcesy reprezentacyjne
- mistrz Europy U-18: 1989

### Sukcesy indywidualne
- najlepszy legionista roku w Izraelu: 1995
- wybrany do listy 33 najlepszych piłkarzy roku Ukrainy: 1999 (nr 2)

### Odznaczenia
- nagrodzony tytułem Mistrza Sportu ZSRR: 1990